# Història de Bulgària
La història de Bulgària com a estat independent va començar al segle vii amb l'arribada dels búlgars i la fundació del Primer Imperi búlgar, reconegut el 681 per l'Imperi Romà d'Orient.

## Prehistòria i edat antiga

### Prehistòria
Al territori de l'actual Bulgària, es van desenvolupar durant el Neolític cultures com la d'Hamangia i la de Vinča (entre el VI i IV mil·lenni aC); durant l'Eneolític la cultura de Varna (V mil·lenni aC), i durant l'edat del bronze la cultura d'Ezero. La cronologia de Karanovo serveix de referència per a la prehistòria de tot el territori dels Balcans.

### Els tracis
El primer poble històricament documentat que es va instal·lar al territori de l'actual Bulgària van ser els tracis, poble indoeuropeu, procedent de les estepes d'Euràsia, que va arribar a la zona possiblement al voltant de l'any 3500 aC.

### Colonització grega i conquesta macedònia
D'altra banda, des del segle vii aC, va començar a produir-se la colonització grega de la costa de la mar Negra, amb la fundació de nombroses ciutats, moltes de les quals continuen existint en l'actualitat, com ara Odessos (Varna), Olint, Mesèmbria, Anchialon (Pomorie), Apolònia (Sozòpolis o Agathòpolis (Akhtopol)). A mitjan segle v aC, es va fundar el primer estat traci que es coneix, el Regne dels odrisis, que es desintegraria al segle següent en diversos estats més petits.
Poc després, Filip II, rei de Macedònia (359 - 336 aC), després de vèncer el rei Cersobleptes I, es va annexionar els territoris dels tracis, i va conquerir la ciutat més gran en aquesta regió, Filipòpolis (actual Plòvdiv). Al segle següent, el territori de Bulgària va ser envaït pels celtes, que hi van mantenir un estat per espai d'uns setanta anys, i van fundar assentaments com Bononia (actual Vidin).
Durant el segle i, el territori de Bulgària va ser incorporat a l'Imperi Romà, i va quedar dividit en les províncies de Tràcia i Moesia. Els romans van fundar nombroses ciutats, entre les quals destaquen Sàrdica (l'actual capital, Sofia), Nikopolis (Nikopol) i Durostorum (Silistra). Quan l'Imperi Romà es va dividir, a la mort de Teodosi, les províncies de Mèsia i Tràcia van passar a formar part de l'Imperi Romà d'Orient. Des del segle iii, aquests territoris van sofrir invasions de pobles bàrbars: primer van ser els gots i huns; més endavant, els àvars i eslaus, que van travessar el Danubi a començaments del segle vii, quan es van abandonar les guarnicions de frontera romanes d'Orient, i els búlgars. Aquests últims formarien, junt amb els eslaus, el primer estat búlgar, a finals del segle vii. El nom de Bulgària procedeix del d'aquest poble.

## Imperi búlgar

### El Primer Imperi búlgar

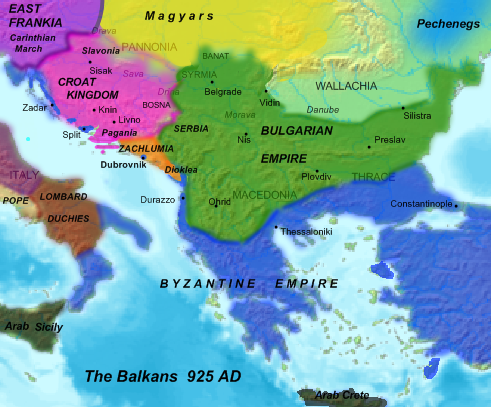
El Primer Imperi búlgar en la seva màxima extensió territorial durant el regnat del tsar Simeó I

Una de les teories és que els búlgars eren un poble nòmada i bel·licós procedent de l'Àsia central, emparentat amb els huns. De fet, els primers kans búlgars feien remuntar els seus orígens a l'hun Àtila. Ja a la primera meitat del segle vii, sota el seu rei kan Kubrat, havien format un regne al nord de la mar Negra, que els romans d'Orient denominaven Magna Bulgària. Després de la mort del kan Kubrat, l'imperi es va dividir entre els seus tres fills més grans; com a conseqüència d'aquesta divisió, una part dels búlgars es va desplaçar cap a l'est, a la confluència dels rius Volga i Kama, i arribarien a formar l'estat de la Bulgària del Volga, mentre que un altre grup s'establia al delta del Danubi, comandat per Asparukh Khan, tercer fill de Kubrat i una tercera part de la població búlgara s'hi va quedar.
Des d'allà, els búlgars fustigaven les guarnicions romanes d'Orient. Les seves freqüents expedicions de saqueig van conduir a la realització d'una expedició punitiva contra ells, enviada per l'emperador romà d'Orient Constantí IV. En fracassar aquesta expedició, l'Imperi Romà d'Orient es va veure obligat a acceptar l'existència de l'Imperi búlgar, i a pagar-li un tribut anual per evitar incursions. L'any 681, quan l'Imperi Romà d'Orient va reconèixer per primera vegada l'estat búlgar, és considerat la data de naixement de la moderna Bulgària.
A començaments del segle ix, durant el regnat del kan Krum, l'Imperi búlgar va arribar a estendre's per part de Pannònia i Transsilvània. Els búlgars van abraçar el cristianisme de ritu bizantí després de la conversió de Borís I (852- 889). L'adopció de la nova fe va implicar també la utilització de l'eslau eclesiàstic com a llengua de la litúrgia i de l'administració. La cristianització i l'eslavització van proporcionar a l'Imperi búlgar una àrea d'influència major. L'estat assoliria el seu apogeu tant polític com cultural amb el regnat de Simeó I (893- 927), el pla del qual, que va estar a punt de veure's realitzat, era unificar sota el seu poder les monarquies búlgara i romana d'Orient. Simeó va ser el primer monarca búlgar a adoptar el títol de tsar (derivat del títol romà caesar, cèsar).
Després de la mort de Simeó, la decadència de l'autoritat reial, les lluites dinàstiques i els atacs exteriors de pobles com els magiars i petxenegs van anar minant l'estat búlgar, que va ser conquerit per l'emperador Basili II, anomenat Bulgaróctonos ('matador de búlgars') i incorporat a l'Imperi Romà d'Orient. Bulgària romandria sota l'autoritat de Constantinoble durant gairebé dos segles, entre el 1018 i 1185.

### Segon Imperi búlgar

El Segon Imperi búlgar en la seva màxima extensió territorial durant el regnat del tsar Ivan Asen II

Malgrat que els búlgars es van rebel·lar en diverses ocasions contra el domini de l'Imperi Romà d'Orient durant el segle xi, cap d'aquestes rebel·lions no va assolir el seu objectiu. Durant el segle xii, tanmateix, aprofitant que l'Imperi Romà d'Orient es trobava afeblit per les lluites contra serbis i hongaresos, va esclatar una rebel·lió dirigida pels germans Petar i Asen. Petar va ser proclamat tsar "dels búlgars, els grecs i els valaquis", amb la qual cosa va néixer el Segon Imperi búlgar (1185- 1396), el domini del qual es va estendre per tots els territoris entre el Danubi, la mar Negra i la serralada de Stara Planina, incloent-hi part de Macedònia oriental i la vall del Moraviana. Sota Ivan Asen II de Bulgària (1218-1241), l'estat búlgar es va estendre fins a les mars Adriàtica i Egea, i controlava directament Valàquia (a l'actual Romania), Moldàvia, Macedònia, la Ròdope (regió del sud búlgar, des de llavors part d'aquest país) i Tràcia. La fortalesa dels estats d'Hongria i Sèrbia van impedir un major creixement de l'imperi.
Amb Ivan Asen II com a tsar, l'imperi va ocupar Albània i Belgrad. Bulgària va trencar amb l'Església de Constantinoble, i va crear el Patriarcat ortodox de Bulgària, al qual es van adherir els diferents patriarcats dels Balcans. Va ser un monarca honest i humà, que malgrat la ruptura amb Roma va obrir vies de col·laboració, sobretot comercial, amb Venècia i Gènova.
Durant el segle xiv, la debilitada Bulgària, que passava un període de desmembrament feudal, va ser presa fàcil per a uns nous invasors, els turcs otomans, que havien creuat Europa el 1354. El 1362 van conquerir Plòvdiv, i el 1382 Sofia. El 1396, els otomans van posar fi al Segon Imperi búlgar i van controlar per complet el país.

## Dominació otomana
Des de finals del segle xiv fins a finals del segle xviii, Bulgària no va existir com a estat sobirà. El 1393, per voluntat del soldà dels turcs, el patriarcat de l'Església de Bulgària va ser suprimit i sotmès directament al patriarca de Constantinoble, cosa que va provocar que l'Església búlgara s'hel·lenitzés i abandonés l'eslau eclesiàstic en els seus ritus. L'aristocràcia búlgara que va sobreviure a la conquesta va ser deportada a Anatòlia o es va convertir a l'islam. Tanmateix, la major part dels camperols búlgars van mantenir la seva religió cristianoortodoxa, llevat del sud-oest del país, on es va concentrar una minoria de conversos musulmans -els pomacs. Els turcs es van instal·lar amb l'administració a les principals ciutats per tot el país.
Els otomans van convertir Bulgària en el beylerbeylik de Rumili, que era regit per un beglerbegi que residia a Sofia. Aquest territori, que incloïa Moesia, Tràcia i Macedònia, va ser dividit en alguns sandjaks, cadascun dels quals era governat per un sandjakbegi, dependent del beglerbegi. Una part important de la terra conquerida va ser repartida als seguidors del soldà, que van fundar feus directament dependents del sultà.
A partir de la segona meitat del segle xviii, Rússia va intervenir activament en els Balcans, pressionant l'Imperi Otomà a les fronteres i trencant l'aïllament dels búlgars. Durant la Guerra del 1768, els russos van travessar Moldàvia i Valàquia i van irrompre a Bulgària, on van aconseguir la victòria militar de Txumla i van obligar els turcs a signar la pau. El tractat de Küçük Kaynarca va concedir a Rússia la protecció dels cristians ortodoxos de l'Imperi Otomà, la qual cosa va acabar convertint-se en una excusa per a posteriors intervencions russes en els Balcans. El 1829, la rebel·lió dels grecs va portar els russos a ocupar gran part de Bulgària i conquerir Adrianòpolis en la Guerra russoturca (1828-1829). El tractat de pau va permetre als russos establir un protectorat sobre Moldàvia i Valàquia. Tanmateix, els búlgars van romandre sota domini otomà, encara que la invasió russa va fomentar el despertar nacionalista als Balcans.
Durant aquesta època, la burgesia búlgara, formada principalment per comerciants i artesans, va obrir les primeres escoles i va publicar els primers llibres en llengua búlgara. Sota la pressió popular, l'Església va recuperar la litúrgia en eslau eclesiàstic, i contra la voluntat del patriarca de Constantinoble, el soldà otomà va acceptar el 1870 la creació d'un Patriarcat búlgar independent. Malgrat aquestes concessions, la tensió nacionalista va seguir en augment: l'arribada de nombrosos refugiats musulmans procedents dels territoris conquerits per Rússia (tàtars de Crimea i circassians del Caucas) va provocar un creixent descontentament, mentre els nacionalistes búlgars començaven a organitzar-se a Bucarest.

## Despertar nacional

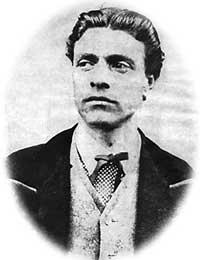
Vassil Levski, figura clau del moviment revolucionari i heroi nacional de Bulgària

Sota la influència d'idees com el liberalisme i el nacionalisme, a començaments del segle xix, va començar a despertar-se el nacionalisme búlgar. Va tenir una gran influència en la difusió d'aquestes noves idees entre els mitjans més cultivats de Bulgària la rebel·lió grega contra els otomans, el 1821. Tanmateix, existia també un fort ressentiment pel control grec de l'Església búlgara; de fet, els primers sentiments nacionalistes búlgars van estar orientats a la creació d'una Església búlgara independent. Aquesta lluita es va veure finalment coronada per l'èxit el 1870, quan, per un edicte del soldà otomà, es va instituir l'Exarcat ortodox búlgar. Antim I, el primer exarca, va ser el líder natural de la incipient nació. El patriarca de Constantinoble va respondre a la creació de l'Exarcat amb un decret d'excomunió, la qual cosa va reforçar encara més el sentiment nacionalista búlgar.
L'abril del 1876, el Comitè Revolucionari Secret Búlgar, amb seu a Bucarest, va organitzar un alçament, conegut com a Revolta d'abril. La revolta va ser reprimida amb crueltat per les autoritats otomanes, tant per l'exèrcit regular otomà com per les tropes irregulars dels baxi bozuq. Innombrables llogarrets van ser saquejats i les víctimes de la repressió es van comptar per desenes de milers, sobretot en les ciutats rebels de Batak, Peruixtitsa i Bratsigovo, a la regió de Plòvdiv. Les matances van provocar la reacció de l'opinió pública i la diplomàcia europees: tal va ser el cas, per exemple, del britànic William Gladstone, que va iniciar una campanya contra els "horrors búlgars". Va ser també causa de la intervenció de Rússia, que va aprofitar les matances d'eslaus com a pretext per declarar la Guerra russoturca (1877-1878), l'abril del 1877. En la guerra, van intervenir també l'exèrcit romanès i tropes de voluntaris búlgars. La guerra va acabar amb la completa derrota de Turquia.

## De l'autonomia a la independència
La rebel·lió contra l'Imperi Otomà que va esclatar a Bòsnia i Hercegovina el 1875 es va estendre fins a Bulgària a l'any següent. Els turcs van desencadenar una brutal repressió, en la qual van participar els baxi bozuks, que van realitzar nombroses matances i van devastar el país. Altres països europeus es van indignar i van denunciar la brutalitat i els "horrors búlgars". En negar-se el sultà a concedir l'autonomia a Bulgària, Rússia va declarar la guerra el 1877 i va envair el país amb el suport dels romanesos i d'una legió búlgara. El gener del 1878, els exèrcits russos van arribar a les portes de Constantinoble.
El tractat de San Stefano (3 de març del 1878) va estipular la creació d'un extens principat autònom de Bulgària i el desmantellament dels territoris europeus de l'Imperi Otomà. Àustria i la Gran Bretanya temien que es trenqués l'equilibri als Balcans i en el congrés de Berlín (juliol del 1878) van imposar a Rússia un tractat pel qual l'equilibri es va mantenir a costa de les aspiracions nacionals búlgares: el principat autònom de Bulgària es va mantenir, però molt reduït.
Encara que el tractat de San Stefano mai no es va materialitzar més enllà del paper, es va convertir en una referència per als nacionalistes búlgars, perquè remetia a l'antic Regne de Simeó I. En les dècades següents, Bulgària va aconseguir nomenar bisbes búlgars a Macedònia (en poder otomà durant aquesta època).
El 1879, una assemblea constituent reunida a la ciutat de Tarnovo va adoptar una constitució per a Bulgària (molt democràtica per a l'època, però que amb prou feines va ser aplicada) i va elegir com a príncep Alexandre de Battenberg, nebot de la tsarina de Rússia. A la província de Rumèlia oriental, les potències europees van elaborar els estatuts orgànics del congrés de Berlín, va ser nomenat un governador en representació del soldà otomà i va ser acceptat per l'assemblea.
Les ambicions nacionalistes no es van conformar amb l'autonomia i es van estendre als territoris búlgars encara en poder de l'Imperi Otomà: el 1885, l'exèrcit de Bulgària va ocupar la província de Rumèlia oriental, al mateix temps que va esclatar la guerra contra Sèrbia, de la qual els búlgars van sortir victoriosos. Poc després, el rei Alexandre I va fer cessar el seu consell de ministres russos, la qual cosa va provocar la intervenció de Rússia en represàlia i defensa de la seva influència. Els russos van organitzar un complot militar en contra del rei búlgar. Malgrat el suport dels nacionalistes, Alexandre I va ser obligat a abdicar a causa d'una conspiració orquestrada pel govern de Rússia. Stèfan Stambolov va prendre el poder i l'assemblea búlgara va elegir el 1887 un nou príncep: Ferran de Saxònia-Coburg-Gotha, que el 1894 va aconseguir la caiguda de Stambolov, que havia constituït una dictadura (i que moria assassinat el 1895). El 22 de setembre del 1908, amb el suport de l'emperador d'Àustria-Hongria, Ferran I de Bulgària va proclamar a Tarnovo la independència de Bulgària i va prendre el títol de tsar

## Les guerres dels Balcans i la Primera Guerra mundial

Evolució territorial de Bulgària des de la independència fins al final de la Primera Guerra mundial

Bulgària es va aliar amb Sèrbia el febrer del 1912 i amb Grècia el març, i va declarar la guerra a l'Imperi Otomà l'octubre. La ciutat d'Adrianòpolis va caure el març del 1913 i l'Imperi Otomà es va rendir: pel tractat de Londres (30 de maig de 1913), els turcs van abandonar gairebé tots els territoris europeus a l'oest d'Adrianópolis. El repartiment de les despulles entre les tres nacions vencedores va acabar en un desacord que va provocar l'esclat d'una nova guerra: els búlgars, que s'havien estès cap a l'est, van reclamar el territori de Macedònia, que havia estat conquerida pels serbis durant la guerra. El 23 de juny del 1913, Ferran I va atacar serbis i grecs sense una declaració de guerra. Tanmateix, la Segona Guerra balcànica va constituir un desastre per a Bulgària, perquè Romania i l'Imperi Otomà també van participar contra els búlgars. Pel tractat de Bucarest (10 d'agost de 1913), Bulgària va obtenir una part de Tràcia al sud, que li va permetre un accés a la mar Egea, però havia de cedir Dobrudja del sud a Romania, mentre que Sèrbia retenia el disputat territori de Macedònia. Pel tractat de Constantinoble; Bulgària també havia de tornar Adrianòpolis i Tràcia oriental a l'Imperi Otomà.
L'assassinat de l'Arxiduc Ferran a Sarajevo va provocar la ruptura de relacions entre Àustria-Hongria i Sèrbia i va posar en moviment les aliances diplomàtiques i militars que s'havien realitzat en les dècades precedents entre els imperis centrals d'Àustria-Hongria i Alemanya i els seus aliats contra la Triple Entesa de França, la Gran Bretanya i Rússia i els seus aliats.
Després d'alguns titubejos diplomàtics, Bulgària es va aliar el setembre del 1915 amb l'Imperi d'Àustria-Hongria i va declarar la guerra a Sèrbia el 14 d'octubre. Envoltat per austríacs, hongaresos i búlgars, l'exèrcit serbi es va retirar cap al mar a través d'Albània. Els exèrcits de Bulgària van ocupar el territori de Macedònia i van fer front als exèrcits aliats que havien desembarcat a Tessalònica el 5 d'octubre: així, es va formar el front d'Orient, establert a la frontera septentrional de Grècia. Quan Romania va entrar en guerra a favor de la Triple Entesa, l'agost del 1916, Bulgària i els imperis centrals van prendre la contraofensiva i van ocupar el Regne romanès en uns mesos. Bulgària es va apoderar del territori de Dobrudja del Sud, cedit el 1913.
Tanmateix, a poc a poc, i sobretot a partir de la intervenció dels Estats Units, la Primera Guerra mundial es va decantar a favor dels aliats occidentals. La ruptura del front d'Orient el 18 de setembre del 1918 va obligar Bulgària a signar un armistici el 29. El 3 d'octubre, el rei Ferran I va abdicar en el seu fill Borís III de Bulgària.

## El període d'entreguerres

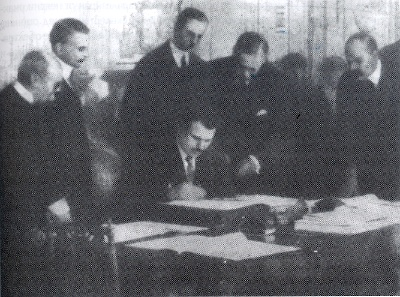
Stamboliski signa el tractat de Pau de Neuilly

Pel tractat de Neuilly (27 de novembre de 1919), Bulgària havia de tornar el territori de la Dobrudja del Sud a Romania; Sèrbia va recuperar Macedònia i es va annexionar diversos territoris búlgars a la frontera occidental del país; Grècia va conquerir la Tràcia occidental i va deixar Bulgària sense accés a la mar Egea. El 1923, Grècia va expulsar dels territoris conquerits uns 250.000 búlgars i els van substituir per refugiats grecs arribats d'Àsia Menor després de la partició de l'Imperi Otomà
Durant el període d'entreguerres, Bulgària va passar un convuls període polític. Aleksandar Stamboliski va instaurar una dictadura camperola, però va ser destituït i assassinat el 1923. Poc després, va esclatar una insurrecció comunista, que va ser durament reprimida pel govern, i en els anys següents el terrorisme polític i la inestabilitat van marcar el període. Van sorgir els komitadjis, dirigits per Mikhaïlov, sorgits de l'ORIM (Organització Interna Revolucionària de Macedònia, creada a finals del segle xix), a imitació dels ustaixis de Croàcia i d'altres moviments d'inspiració feixista-nacionalista. El 1934, un agent de l'ORIM, al servei dels ustaixis croats, va assassinar el rei Alexandre I de Iugoslàvia a Marsella. El mateix any, els oficials búlgars van provocar un cop d'estat i van proclamar una dictadura personal el 1935 en la figura del rei Borís III de Bulgària, que va manifestar les seves simpaties pel govern d'Adolf Hitler a Alemanya.

## Bulgària durant la Segona Guerra mundial

Divisions provincials de Bulgària durant la Segona Guerra Mundial, en les quals es destaca en violeta les annexions de territoris grecs i en verd les de territoris iugoslaus

Després de l'esclat de la Segona Guerra Mundial (SGM), el 1940 Alemanya i la Unió Soviètica van pressionar el govern de Romania, que va haver de cedir territoris a Hongria i l'URSS. Bulgària es va unir a l'ofensiva diplomàtica i va reclamar la devolució de Dobrudja del Sud, que va obtenir pels Acords de Craiova el 7 de setembre. El març del 1941, Bulgària es va adherir als aliats d'Alemanya, i va participar en el repartiment de Iugoslàvia i Grècia. Gràcies a les seves aliances, Bulgària va obtenir una gran part de Macedònia, territoris serbis i Tràcia. El govern búlgar es va esforçar per guanyar-se la simpatia dels macedonis i integrar-los. En canvi, prop de 100.000 grecs van ser expulsats de Tràcia i van ser substituïts per búlgars (en resposta a les deportacions i expulsions dutes a terme pels grecs el 1923). Tanmateix, malgrat les seves aliances, Borís III de Bulgària es resistia a participar al costat dels alemanys en la guerra contra l'URSS i a lliurar els jueus de Bulgària a les autoritats nazis. L'agost del 1943, moria sobtadament, amb sospites d'haver estat assassinat. El seu successor, Simeó II de Bulgària, només tenia sis anys, i va quedar sota la tutela de polítics al servei dels alemanys.
Durant la SGM, van anar augmentant les operacions de la guerrilla antifeixista del Front de la Pàtria (del qual formava part el Partit Comunista Búlgar), així com la repressió política del govern.

## El període socialista
A mesura que la guerra es girava en contra d'Alemanya i els seus partidaris, els dirigents búlgars, el 1944, van buscar acords amb els aliats occidentals davant de l'avenç dels exèrcits soviètics. Tanmateix, era massa tard; el 5 de setembre, la Unió Soviètica, les tropes de la qual havien arribat ja a Romania, va declarar la guerra a Bulgària. El govern búlgar va capitular als pocs dies, i el nou govern, recolzat pels soviètics, va declarar la guerra a Alemanya i va evacuar les seves tropes de Grècia i Iugoslàvia. El 16 de setembre, els exèrcits soviètics van entrar a Sofia (i romandrien al país fins i a finals del 1947). El 28 d'octubre es va signar la pau amb Moscou. El 9 de setembre una revolució va situar en el govern el Front de la Pàtria. Després de l'abolició per referèndum de la monarquia (en el qual, el 93% dels votants es va expressar en contra d'aquesta), es va proclamar la República Popular de Bulgària el 15 de setembre del 1946. Mitjançant el suport soviètic i pel tractat de París de 1947, Bulgària va haver de tornar Macedònia i els territoris serbis a Iugoslàvia i Tràcia a Grècia, encara que va aconseguir retenir Dobrudja del Sud.
A partir del 1947, els comunistes van iniciar diversos processos judicials per eliminar els dirigents polítics no comunistes, entre ells Nikolaï Pètkov, líder del partit camperol. El 1949, es va produir una purga interna en el partit comunista, la qual cosa va permetre als agents de l'URSS apartar els seus rivals, als quals van acusar de desviació política dels ideals del partit. Valko Txervènkov, líder de la facció estalinista, va prendre el poder i el lideratge, i en els anys següents acabaria delegant les seves responsabilitats en el seu successor, Tòdor Jívkov.

## Anys recents
A partir de la política reformista (perestroika) de Mikhaïl Gorbatxov a la Unió Soviètica, els governs d'Europa de l'Est van anar debilitant-se i caient l'un rere l'altre, i Bulgària no va ser una excepció. Aviat, van començar les primeres manifestacions contra el govern de Sofia.
El novembre del 1989, Tòdor Jívkov va ser deposat en totes les seves funcions i inculpat de corrupció (tres anys més tard, seria condemnat a set anys de presó). Davant del desmantellament de l'URSS i la crisi del socialisme real en tot el seu àmbit d'influència, el seu successor, Petar Mladenov, va transformar el Partit Comunista Búlgar en un Partit Socialista Búlgar que, amb la col·laboració i el consens d'altres faccions polítiques, va reformar el país per a tornar al multipartidisme. En les eleccions de juny del 1990, els socialistes van obtenir 211 escons dels 400 de la nova assemblea nacional. Tanmateix, donada la pressió popular, els antics comunistes van compartir el poder amb l'oposició, liderada per la Unió de Forces Democràtiques (UFD). El juliol del 1991, el parlament electe va adoptar una nova Constitució. Les eleccions legislatives del 1991 van donar 110 escons a l'UFD, 106 al Partit Socialista i 24 al Moviment dels drets i llibertats de turcs i pomacs (búlgars musulmans). Jéliu Jélev, líder de l'UFD, va ser elegit president de Bulgària per sufragi universal el gener del 1992.
Com altres antics països socialistes d'Europa oriental, Bulgària va trobar la transició al capitalisme més costosa de l'esperat. El govern de l'UFD va privatitzar la terra i les empreses estatals, però les mesures econòmiques van provocar un ascens de la desocupació i falta de competitivitat. Els socialistes van aprofitar el descontentament i, a finals del 1994, el socialista Jan Videnov guanyava les eleccions, però el nou govern no va poder frenar la crisi econòmica i la inflació es va disparar, i la incompetència governamental va provocar la fallida de la majoria dels bancs búlgars.
El 1996, va ser elegit president Petar Stoyànov de l'UFD, encara que el govern va seguir a mans dels socialistes durant un temps, fins que va acabar per col·lapsar-se el 1997. Es va formar un nou govern de l'UFD dirigit per Ivan Kostov, que tenia un fort suport de la població, un suport que es va esvair davant dels successius escàndols de corrupció i la seva incapacitat per a fer front als problemes del país. Els búlgars estaven insatisfets davant de la ineficàcia dels seus polítics.
Aquesta crisi econòmica i política va ser aprofitada per l'últim tsar, Simeó II de Bulgària, que havia tornat el 1996 al país, després d'haver-lo abandonat el 1946 amb tan sols nou anys. Amb 59 anys, era un pròsper empresari que va adoptar el nom civil de Simeó Sakskoburggotski (la pronunciació búlgara del seu cognom real Saxònia-Coburg-Gotha) i va formar el seu propi partit el Moviment Nacional Simeó II (MNS), que guanyaria les eleccions del 2001.
En les Eleccions legislatives búlgares de 2005 es va imposar Serguei Staníxev, del Partit Socialista Búlgar, en obtenir el 31% dels sufragis. El seu principal opositor, Simeó Saxcoburggotski, es va haver d'acontentar amb el 20% dels sufragis, mentre que el Moviment pels Drets i les Llibertats de la Minoria Turca en va obtenir el 12%. No obstant això, aquestes tres forces polítiques van constituir un govern de coalició.
En les Eleccions legislatives búlgares de 2009, resultà vencedor el nou partit de centredreta Ciutadans pel Desenvolupament Europeu de Bulgària. El seu cap, Boiko Boríssov, fou nomenat Primer Ministre de Bulgària. Després de l'esclat de les protestes búlgares del 2013, pels alts costos de l'energia, el baix nivell de vida i la corrupció, Boríssov i el seu govern van renunciar el 20 de febrer. El GERB va tornar a guanyar les eleccions legislatives búlgares de 2013 però el Partit Socialista Búlgar de Plamen Oresharski va formar un govern de coalició amb el Moviment pels Drets i les Llibertats (DPS) amb la meitat dels escons al Parlament. El govern es va enfrontar a una sèrie de protestes que van començar el 14 de juny de 2013, en resposta a l'elecció de Delyan Peevski com a cap de l'agència de seguretat estatal búlgara i el 23 de juliol de 2014, el govern va presentar la seva dimissió. Després que cap partit volgués intentar formar un nou govern, el 6 d'agost es va establir un govern provisional liderat per Georgi Bliznashki i l'Assemblea Nacional es va dissoldre fixant eleccions per al 5 d'octubre.
El GERB va guanyar les eleccions de 2014 i Boríssov es va aliar amb el Bloc Reformista per formar un govern, amb el suport de l'Alternativa per al Renaixement Búlgar i el Front Patriòtic. Borisov va dimitir després de la derrota de Tsetska Tsacheva, la candidata del seu partit a les eleccions presidencials búlgares de 2016 contra Rumen Radev, candidat independent amb el suport del partit socialista. Boríssov va guanyar les eleccions legislatives búlgares de 2017 i va formar govern amb la coalició parlamentària dels Patriotes Units, amb el suport inicial del nouvingut Partit Volya de l'empresari Veselin Mareshki.
A les eleccions d'abril de 2021 els partits de la coalició de govern liderada per Boiko Boríssov van perdre escons i cap líder del partit va poder formar un govern de coalició dins del termini desencadenant les eleccions parlamentàries búlgares de juliol de 2021. En novembre de 2021 van coincidir les eleccions presidencials, en què Rumen Radev va revalidar la presidència amb el 66,7% dels vots a la segona volta contra Anastas Gerdzhikov, el candidat del GERB, i les eleccions legislatives, en les què Kiril Petkov de Continuem el Canvi va aconseguir formar govern fins que va perdre una moció de censura i es va convocar noves eleccions el 2 d'octubre del 2022, de les què tampoc va sortir govern, i es van convocar eleccions per abril de 2023,
El GERB va guanyar les eleccions de 2023 amb la coalició reformista de Continuem el Canvi i Bulgària Democràtica a poca distància, i els dos partits van decidir governar junts amb un primer ministre rotatiu que havia de canviar cada nou mesos, per intentar trencar el gran bloqueig polític per falta de majories i l'enfrontament entre tots els partits polítics la corrupció i diferències entre forces pro russes i pro occidentals sobre la guerra russo-ucraïnesa, però l'acord es va trencar quan Mariya Gabriel hauria d'haver ocupat el lloc de primera ministra pel GERB, i es van tornar a convocar eleccions per al 9 de juny de 2024 però la incapacitat dels partits per arribar a acords va causar que el president Rumen Radev convoqués noves eleccions per al 27 d'octubre, que va tornar a guanyar el GERB.
L'1 de gener de 2025 Bulgaria i Romania van entrar a l'Espai Schengen que elimina les fronteres entre els països.
Després de mesos de negociacions, el 14 de gener de 2025 es va arribar a un preacord per a formar un nou executiu encapçalat per Rosen Zhelyazkov de GERB integrat pels conservadors del GERB, els socialdemòcrates de Coalició per Bulgària (BSP) i el populista Existeix un Poble (ITN), amb el suport d'Aliança pels Drets i les Llibertats (DPS) que no entraria a la coalició tripartida.